# Siding Spring Survey
O Siding Spring Survey (SSS) é um programa de pesquisa e monitoramento de objeto próximo da Terra. E, mais especificamente os chamado objetos potencialmente perigosos, que podem ter órbitas de tal forma que eles possam impactar com a Terra.

## Programa
O programa se desenvolve através do uso do Telescópio Schmidt Uppsala, um telescópio refletor com um espelho de 0,5 metros no Observatório de Siding Spring, em Nova Gales do Sul, Austrália. É a contrapartida no hemisfério sul do homólogo estadunidense Catalina Sky Survey (CSS), localizado nas montanhas de Santa Catalina em Mount Bigelow, perto de Tucson, Arizona, EUA. O levantamento é o único profissional de busca por asteroides perigosos sendo feitas no hemisfério sul.
O SSS é operado conjuntamente pela Universidade do Arizona e pela Universidade Nacional da Austrália, com financiamento da NASA. O SSS (código de observatório UAI: E12) está localizado no Observatório de Siding Spring (código de observatório UAI: 413), a cerca de 400 km a noroeste de Sydney, a uma altitude de cerca de 1150 m.
Imagens de tempo de exposição de 30 segundos, são recolhidas usando um dispositivo de carga acoplada 4×4K e, em seguida, em intervalos em comparação com o software.

## Descobertas
Desde 2004, o programa já descobriu 400 objetos potencialmente perigosos com um diâmetro superior a 100 metros. No início de janeiro de 2013, Robert H. McNaught descobriu um novo cometa denominado de C/2013 A1 usando os dados coletados durante a pesquisa dos asteroides.